# Abutilon rotundifolium
Abutilon rotundifolium är en malvaväxtart som beskrevs av Giovanni Ettore Mattei. Abutilon rotundifolium ingår i släktet klockmalvor, och familjen malvaväxter. Inga underarter finns listade i Catalogue of Life.